# Escrita chakma

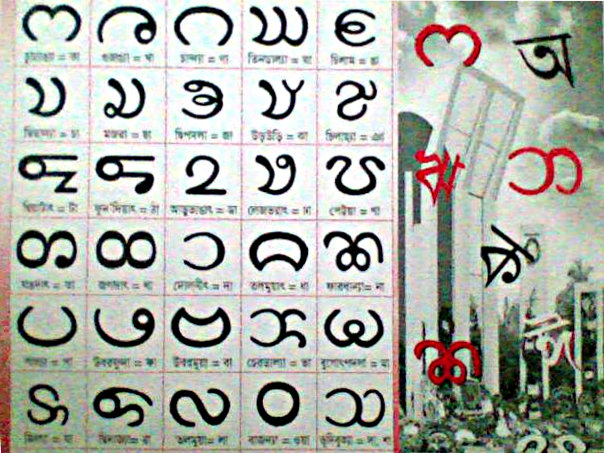
Escrita Chakma

A Escrita Chakma (Ajhā pāṭh), também chamada Ojhapath, Ojhopath, Aaojhapath é um abugida usado pela  Língua chakma (falada em Mianmar) e que foi adaptado para a língua tanchangya. Os formatos das letras são  similares aos do alfabeto birmanês.
Chakma é uma das poucas formas de escrita que estão ewm uso, mas que onda não têm um padrão Unicode . Uma proposta para codificar essa língua está em evolução (abr. 2011)